# Kamil Hałambiec
Kamil Hałambiec – pastor zielonoświątkowy oraz wykładowca Wyższej Szkole Teologiczno-Społecznej w Warszawie. Autor wielu artykułów i książek naukowych. Zna język angielski.

## Życiorys
W latach 2010-2022 roku był Pastorem Zboru Kościoła Zielonoświątkowego w Lesznie. Obecnie mieszka w USA gdzie jest pastorem Polskiego Kościoła w Nowym Jorku oraz Kościoła River Revival. Mieszkając w Polsce założył razem z żoną fundację Chrześcijańska Misja Pentekoste, w której obecnie pełni funkcję dyrektora.  Jest również profesorem na kilku amerykańskich uczelniach. Prowadzi działalność misyjną w ramach której odwiedził ponad 40 krajów, m.in. Kenię, Islandię, Ukrainę, Włochy i Anglię. Odbywał staż na Harvardzie oraz na Uniwersytecie Yale. W ramach tego drugiego współpracował z Profesorem Brucem Gordonem. W 2013 roku, razem z żoną założył Szkołę Biblijną Pentekoste.

## Życie prywatne
Ma z żoną czwórkę dzieci (trzech synów i córkę). 

## Poglądy
Deklaruje się jako przeciwnik aborcji, a także sprzeciwia się ingerencji Państwa w wychowywanie dzieci. 

## Wybrane publikacje
- Kamil Hałambiec: Doswiadczenie religijne w pismach Jonathana Edwardsa. Semper, 2022. Brak numerów stron w książce
- Kamil M. Halambiec, S. Witkowski, Zydzi w Polsce w Sredniowieczu, WSTS and ChMP, Warszawa 2019.
- Kamil M. Halambiec, “Enlightened Fear of Enthusiasm and Jonathan Edwards” In: Jonathan Edwards and the Dark Side of the Enlightenment. New Directions in Jonathan Edwards Studies. Editors John T. Lowe and Daniel N. Gullotta. Göttingen, Germany: Vandenhoeck & Ruprecht Publishing
- Kamil Hałambiec, Jonathan Edwards – Demons, A Jonathan Edwards Encyclopedia, red. H.S. Stout i K.P. Minkema, Grand Rapids, MI: Eerdmans 2017.
- Kamil Hałambiec, Jonathan Edwards – Satan/Devils, A Jonathan Edwards Encyclopedia, red. H.S. Stout i K.P. Minkema, Grand Rapids, MI: Eerdmans 20
- Kamil Hałambiec, Religious Experience in the works of Jonathan Edwards, Scripta Philosophica, t. 5, 2016
- Kamil Hałambiec, Teologia przebudzenia religijnego według Charlesa Finneya. Kontekst historyczny, źródła i jej wpływ na późniejszy rewiwalizm., Rocznik Teologiczny ChAT (zeszyt 3, s. 299-318), red. J. Slawik i inni, Warszawa, Chrześcijańska Akademia Teologiczna w Warszawie, s. 389., 2015.
- Kamil Hałambiec, Służba apostolska w kościele XXI wieku., Studia Theologica Pentecostalia (tom 2, s. 87-105), red. L. Jańczuk i inni, Warszawa, Rocznik Wyższej Szkoły Teologiczno-Społecznej, s. 227., 2014.
- Kamil Hałambiec, Considering the need for apostles in the 21st century church. A pentecostal perspective., Theologica Wratislaviensia (tom 8, s. 135-146), red. S. Torbus, Wrocław, Ewangelikalna Wyższa Szkoła Teologiczna, s. 170., 2013.
- Kamil Hałambiec, Jonathan Edwards, „teolog serca”., Wokół doświadczenia (tom 3, 119-133), red. M. Bała i J. Skurzak, Pelplin, wyd. Bernardinum, s. 172., 2013.